# Będgoszcz (jezioro)
Będgoszcz – jezioro na Równinie Pyrzyckiej, na zachód od Jeziora Miedwie, na terenie trzech gmin: Pyrzyce, Bielice oraz Stare Czarnowo.
Przez Będgoszcz przepływa rzeka Ostrowica, uchodzą do niego strugi Krzekna i Bielica. Jezioro Będgoszcz jest jedną z pozostałości dawnego wielkiego akwenu tzw. Zastoiska Pyrzyckiego zwanego Pramiedwiem. W drugiej połowie XVIII wieku król Fryderyk Wielki nakazał przeprowadzenie melioracji okolic Pramiedwia. Efektem prac Davida Gilly’ego było zmniejszenie się, ok. 1771 roku, akwenu o 575 ha i obniżenie poziom lustra wody o 2,5 m, w wyniku czego powstały nowe jeziora, m.in. Będgoszcz.

## Hydronimia
Jezioro pojawia się w źródłach w 1784 roku, początkowo jako der Bangastsee (1784), Bangast (1833), Bangast See (1937). 11 lutego 1949 roku wprowadzono nazwę Będgoszcz. Obecnie państwowy rejestr nazw geograficznych jako nazwę jeziora również podaje Będgoszcz. W niektórych źródłach pojawia się nazwa Będogoszcz.

## Morfometria
Według danych Instytutu Rybactwa Śródlądowego powierzchnia zwierciadła wody jeziora wynosi 264,3 ha. Średnia głębokość zbiornika wodnego to 5,5 m, a maksymalna – 13,0 m. Lustro wody znajduje się na wysokości 14,6 m n.p.m. Objętość jeziora wynosi 15 812,9 tys. m³. Natomiast A. Choiński określił poprzez planimetrowanie na mapach 1:50 000 wielkość jeziora na 250,0 ha. Maksymalna długość jeziora to 5290 m, a szerokość 1040 m. Długość linii brzegowej wynosi 18 950 m.
Według Mapy Podziału Hydrograficznego Polski jezioro leży na terenie zlewni dziesiątego poziomu Bezpośrednia zlewnia jez. Będgoszcz. Identyfikator MPHP to 1974327279.

## Zagospodarowanie
W systemie gospodarki wodnej jezioro tworzy jednolitą część wód o kodzie PLLW11041. Administratorem wód jeziora jest Regionalny Zarząd Gospodarki Wodnej w Szczecinie. Utworzył on obwód rybacki, który obejmuje między innymi wody jezior Będgoszcz oraz Babińskiego (Obwód rybacki jeziora Będgoszcz na kanale Ostrowice – Nr 1). Gospodarkę rybacką na jeziorze prowadzi Gospodarstwo Rybackie Miedwie Sp. z o.o. W jeziorze odławiane są głównie szczupaki, sandacze oraz leszcze.

## Czystość wód i ochrona środowiska
Badania z 2021 roku zaliczyły wody jeziora do III klasy jakości.
Jezioro leży w granicach dwóch obszarów sieci Natura 2000: specjalnego obszaru ochrony siedlisk „Dolina Płoni i Jezioro Miedwie” PLH320006 i obszaru specjalnej ochrony ptaków „Jezioro Miedwie i okolice” PLB320005.